# Disney Baby
Disney Baby est une marque commerciale de Disney Consumer Products spécialisée dans les produits et vêtements pour bébé. Il existe une gamme de mobiliers et appareils ménagers destinés aux enfants mais elle est nommée Disney Infant aux États-Unis.

## Historique
Initialement Disney a signé des accords avec plusieurs sociétés afin de diffuser les personnages de Disney sur de nombreux produits dont la gamme Pull-Ups de couches Huggies. Elle s’appuie sur l'utilisation de la licence basée sur les personnages des Bébés Disney (Disney Babies), créés en 1986 par le français Claude Marin ainsi que Winnie l'ourson et Mickey Mouse. Mais les multiples licences ne forment pas une unité et par exemple la plupart des vêtements sont sous la marque Disney Baby alors que les autres produits conservent la marque du licencié.

### Depuis 2011: Marque unique
Le 6 février 2011, le New York Times révèle une campagne lancée le mois précédent par Disney dans les maternités américaines pour regrouper les licences accordées à deux nombreuses sociétés de produits pour bébés sous une seule marque.
Le 7 septembre 2012, Disney ouvre la première Disney Baby Store à Glendale, une Disney Store dédiée à la gamme Disney Baby.
Le 20 septembre 2013, Disney lance en Europe la marque Disney Baby.